# Minori Chihara Live Tour 2014 〜NEO FANTASIA〜
『Minori Chihara Live Tour 2014 〜NEO FANTASIA〜』（ミノリ チハラ ライブ ツアー 2014 ネオ・ファンタジア）は、2014年4月から5月に開催された茅原実里のコンサートツアー。また、その模様を収録した映像作品。

## 出演
- 茅原実里（ボーカル）
- バックバンド「CMB」
  - 松尾洋一（guitar、バンドマスター）
  - 髭白健（drum）
  - 藤田淳平（Keyboard）
  - 山本陽介（guitar）
  - 坂本尭之（bass）
  - 室屋光一郎（Violin）
- バックダンサー「CMD」
  - 笹部佳那（サカナ）
  - 水野伽奈子（カナコ）
  - 井田彩花（アヤカ）
  - 松島蘭（ラン）
- NEO FANTASIAブラス隊（トロンボーン・サックス・トランペット 横浜公演のみ）

## 収録内容
DISC1
1. The immortal kingdom
2. TREASURE WORLD
3. SELF PRODUCER
4. endless voyage
5. 覚醒フィラメント
6. TOON→GO→ROUND!
7. 境界の彼方
8. この世界は僕らを待っていた
9. 純白サンクチュアリィ
10. Lonely Doll
11. 真白き城の物語
12. 儚くも愛しき世界の中で
13. Celestial Diva
14. 1st STORY
15. Perfect energy
16. Lush march!!
17. Tomorrow's chance
18. FOOL THE WORLD
19. ZONE//ALONE
20. NEO FANTASIA

DISC2
1. 君がくれたあの日
2. purest note ～あたたかい音
3. Freedom Dreamer
4. Voyager train
5. Neverending Dream
6. 特典映像『「Neverending Dream」各会場映像』
Neverending Dreamのバックで流された各公演の当日開演前のファンの様子とライブの様子を編集した映像。

音声特典
- 公開オーディオコメンタリー（出演：茅原実里、吉田尚記、澄川龍一、斎藤滋）
  - 2014年9月7日 六本木ニコファーレにて公式ファンクラブ「M-Smile」会員を招待し公開収録。

## コンサートツアー
2014年4月から5月にかけて全4公演が行われた。本コンサートツアーの正式名称は『アニメロミックス Presents Minori Chihara Live Tour 2014 〜NEO FANTASIA〜 supported by JOYSOUND』。

### 開催日時・会場
| 公演数 | 開催日  | 会場                                                           |
| ------ | ------- | -------------------------------------------------------------- |
| 01     | 4月19日 | パルテノン多摩 大ホール（東京）                                |
| 02     | 5月3日  | 名古屋市民会館（日本特殊陶業市民会館）フォレストホール（愛知） |
| 03     | 5月4日  | 大阪府立国際会議場（グランキューブ大阪）メインホール（大阪）   |
| 04     | 5月11日 | パシフィコ横浜 国立大ホール（神奈川）                          |

### セットリスト
1. The immortal kingdom
2. TREASURE WORLD
3. SELF PRODUCER
4. endless voyage
5. 覚醒フィラメント
6. TOON→GO→ROUND!
7. 境界の彼方
8. この世界は僕らを待っていた
9. 純白サンクチュアリィ
10. Lonely Doll
11. 真白き城の物語
12. 儚くも愛しき世界の中で
13. Celestial Diva
14. 1st STORY
15. Perfect energy
16. Lush march!!
17. Tomorrow's chance
18. FOOL THE WORLD
19. ZONE//ALONE
20. NEO FANTASIA 
  - -アンコール-
21. 君がくれたあの日
22. Secret Season ～桜色の恋人～（東京）
ひとひらの願い(愛知)
purest note ～あたたかい音（大阪・神奈川）
23. HYPER NEW WORLD（東京・大阪）
Freedom Dreamer（愛知・神奈川）
24. Neverending Dream（東京・大阪・名古屋）
Voyager train（神奈川）
25. Neverending Dream（神奈川）

## テレビ放送
- MUSIC ON! TVにて2015年4月12日24:00 - 25:30に「M-ON! LIVE 茅原実里 『Minori Chihara Live Tour 2014 ～NEO FANTASIA～』」を放送。

放送曲目
1. The immortal kingdom
2. TREASURE WORLD
3. SELF PRODUCER
4. TOON→GO→ROUND!
5. 境界の彼方
6. この世界は僕らを待っていた
7. 純白サンクチュアリィ
8. Lonely Doll
9. Celestial Diva
10. Lush march!!
11. FOOL THE WORLD
12. ZONE//ALONE
13. NEO FANTASIA
14. purest note ～あたたかい音
15. Freedom Dreamer
16. Voyager train